# Bubista
Pedro Leitão Brito (Ilha da Boa Vista, 6 de janeiro de 1970), mais conhecido como Bubista, é um técnico de futebol e ex-futebolista cabo-verdiano que atuava como zagueiro. Atualmente comanda a seleção de seu país.

## Carreira de jogador
Em sua carreira como jogador, Bubista (apelido em homenagem à Ilha da Boa Vista, onde nasceu) estreou apenas em 1995, defendendo o Badajoz em apenas 2 jogos. Ficou boa parte da temporada 1996–97 sem clube antes de assinar com o ASA, onde teve mais destaque. Com a camisa dos Aviadores, foi campeão angolano em 2002.
O zagueiro teve ainda uma curta passagem pelo Estoril (Portugal) e defendeu o Falcões do Norte entre 2003 e 2006, quando se aposentou.

## Carreira internacional
Na seleção de Cabo Verde, jogou 28 partidas entre 1991 e 2005. Até sua aposentadoria do futebol internacional, era o recordista de jogos pelo time.

## Carreira como treinador
Entre 2007 e 2013, Bubista foi auxiliar-técnico da seleção de Cabo Verde, tendo sua primeira experiência como treinador em 2012, no Mindelense. Passou também por Progresso do Sambizanga, Académica do Mindelo, Sporting da Praia e Batuque.
Em janeiro de 2020, foi anunciado como novo técnico dos Tubarões Azuis, substituindo Janito Carvalho, conquistando a classificação para a Copa das Nações Africanas de 2021. A 4 dias da estreia contra a Etiópia, ele e outros 2 jogadores (Marco Soares e Willis Furtado) testaram positivo para COVID-19.

## Títulos

### Como jogador
ASA
- Girabola: 2002

Falcões do Norte
- Torneio Abertura de São Vicente: 2003–04

Cabo Verde
- Taça Amílcar Cabral: 2000

### Como treinador
Mindelense
- Primeira Divisão de São Vicente: 2012–13
- Taça de São Vicente: 2012–13
- Taça da Associação de São Vicente: 2012–13
- Campeonato Cabo-Verdiano: 2013